# محمد قمی (روحانی)
محمد قمی (زادهٔ ۱۳۶۰) روحانی و از مدیران فرهنگی و مذهبی اهل ایران است. قمی از مرداد ۱۳۹۷ به ریاست سازمان تبلیغات اسلامی را عهده دار است. قمی در کنار ریاست سازمان تبلیغات اسلامی، عضو حقوقی شورای عالی انقلاب فرهنگی، شورای عالی فضای مجازی و شورای عالی جوانان است.
محمد قمی پیش از تصدی ریاست سازمان تبلیغات اسلامی، مسئولیت‌هایی همچون مشاور عالی مدیر حوزه علوم اسلامی دانشگاهیان کشور، عضو کمیسیون‌های شورای عالی انقلاب فرهنگی و مدیر گروه پژوهشی مهندسی فرهنگی پژوهشکده باقرالعلوم داشته است.

## زندگی‌نامه

### تحصیل و اساتید
محمد قمی در سال ۱۳۶۰ و در شهر قم به دنیا آمد. در دوران تحصیل خود، دوره‌های درس خارج فقه و اصول، درس خارج اسفار اربعه، دورهٔ حکمت اسلامی، دروس رجال و فقه الأخلاق، درس تخصصی کلام اسلامی، درس تحلیل مبانی فلسفی زبان قرآن و ادبیات عرب را گذرانده است. قمی دروس حوزوی خود را نزد محمدمهدی شب‌زنده‌دار، سید موسی شبیری زنجانی، جواد تبریزی، جعفر سبحانی، سید محمود هاشمی شاهرودی، صادق آملی لاریجانی، رضا استادی، علی‌پناه اشتهاردی، عبدالله جوادی آملی، سید یدالله یزدان‌پناه، غلامرضا فیاضی، امیر غنوی و عبدالحسین خسروپناه گذراند.

### تدریس
او همچنین در دانشگاه و حوزه، دروسی همچون «فقه استدلالی»، «اصول فقه»، «قواعد فقهیه»، «ادبیات عرب»، «علوم قرآنی»، «تفسیر موضوعی»، «منطق صوری»، «منطق ریاضی»، «کلام» و «فلسفه» را تدریس می‌کرد. او به مدت ۳ سال، وظیفه تدریس به طلاب خارجی عرب، اروپایی، هندی و آمریکایی در مدارس مرعشیه، امام خمینی و شهابیه را بر عهده داشت. او همچنین سابقه تدریس در مدرسه علمیه معصومیه، حوزه عملیه حجتیه، مدرسه ولی‌عصر، مدرسه مشکات، مدرسه علمیه المهدی و مجتمع قرآنی شیراز را دارد.

### سمت‌های رسمی
در سابقه فعالیت‌های محمد قمی، مسئولیت‌های متعددی گزارش شده است. محمد قمی سرپرست نهاد نمایندگی ولی فقیه در دانشگاه صنعتی شریف بود و از ۲۸ مرداد ۱۳۹۷ش و با حکم سید علی خامنه‌ای، به سمت ریاست سازمان تبلیغات اسلامی منصوب و جایگزین سید مهدی خاموشی شد.
مهم‌ترین سمت‌های قمی عبارتند از:
- مدیرکل حوزه‌های دانشجویی استان تهران[۳]
- مسئول مرکز مطالعات و پژوهش‌های اسلامی شریف[۳]
- قائم‌مقام مدیریت مؤسسه فرهنگ و تمدن توحیدی[۳]
- عضو هیئت امناء جمعیت دفاع از ملت فلسطین[۵]
- مؤسس و مدیر حوزه دانشجویی شریف[۳]
- مؤسس و مدیر مدرسه علمیه شریف[۳]
- مشاور عالی مدیر حوزه علوم اسلامی دانشگاهیان کشور[۳]
- مدیرگروه پژوهشی مهندسی فرهنگی پژوهشکده باقرالعلوم (ع)[۳]
- عضو کمیسیون‌های شورای عالی انقلاب فرهنگی[۱]
- ریاست سازمان تبلیغات اسلامی (از ۱ تیر 1397)[۳]
- عضو هیئت امنای سازمان تبلیغات اسلامی (از ۶ شهریور 1397)[۶]
- رئیس شورای سیاست‌گذاری حوزه هنری سازمان تبلیغات اسلامی[۷]
- عضو حقوقی شورای عالی انقلاب فرهنگی[۱]
- عضو حقوقی شورای عالی فضای مجازی[۱]
- عضو حقوقی شورای عالی جوانان[۱]

برخی گمانه‌زنی‌ها از دعوت محمد قمی توسط سید ابراهیم رئیسی برای پذیرش سمت وزارت ارشاد در دولت سیزدهم منتشر شد.

## آثار
از جمله آثار پژوهشی محمد قمی، می‌توان به موارد زیر اشاره کرد:
- بررسی راهبردی هدایت و رهبری پیامبر اعظم (ص)
- منطق، سنجه‌ها و گونه‌های تقسیم‌بندی علوم
- فلسفه‌های مضاف با تأکید بر فلسفه دین
- تاریخ سیاسی اسلام
- حوزه‌شناسی (پیشینه‌شناسی و ذات‌پژوهی و تأملات راهبردی دربارهٔ حوزه علمیه و روحانیت شیعی)
- سیاست‌گذاری دینی آموزش عالی و مقوله دانشگاه اسلامی
- وحدت حوزه و دانشگاه
- مطالعات فرهنگی
- مهندسی فرهنگ
- سبک زندگی دانشجوی تراز انقلاب اسلامی
- نظام اندیشه حضرت امام (ره) و مقام معظم رهبری
- تحلیل راهبردی تاریخ صدر اسلام و حکومت پیامبر اعظم (ص)
- تحقیقی دربارهٔ زیارت جامعه کبیره
- بررسی تهدیدات راهبردی صهیونیزم برای تشیع و انقلاب اسلامی
- ژرف‌کاوی پاره‌های حکمت بنیان حیات اجتماعی شیعی در مسیر بازمهندسی فرهنگ و فرهنگی جامعه دینی
- تحلیل راهبردی قیام سیدالشهداء (ع)

## دیدگاه‌ها

### تأکید بر عزاداری ماه محرم در همه‌گیری کرونا
وی در روز نخست سیزدهمین همایش مدیران هیئت‌های محوری و برگزیده کشور و سومین همایش بانوان فعال در عرصه هیئت پنج‌شنبه ۲۴ تیرماه ۱۴۰۰ که به همت جامعه ایمانی مشعر در مجتمع مهدی یاوران مسجد جمکران برگزار شد، دربارهٔ عزادارای هیئت مذهبی در ماه محرم گفت، سال گذشته شاید تعدادی از هیئت‌ها تعطیل شد اما امسال اجازه نمی‌دهیم یک هیئت هم تعطیل شود. وی در بخش دیگری از سخنان خود گفت، آنان که مسئله را عمیق‌تر بررسی کرده‌اند می‌گویند که در سنجه‌های مردم‌شناسانه در افکارسنجی و پیمایش‌های صورت گرفته، شادابی، طراوت و روحیه جامعه نیز متأثر از عزاداری محرم، رشد و ارتقا یافته است.

### ابلیس خواندن مخالفان هیئت‌های عزاداری در همه‌گیری کرونا
وی در همایش مجازی ۱۰ هزار هیئت برگزیده کشور خطاب به مسئولان هیئت‌های حسینی گفت، اگر کسی به خاطر محدودیت‌های مالی جلسه خود را تعطیل کرد، من و شما مسئولیم. رهبر انقلاب فرمود دشمن ایمان مردم را هدف گرفته و راه مقابله با آن ارتباط عاطفی و روحی است که بهار آن دهه اول محرم است. امسال بیش از سال گذشته و چندین برابر وظیفه خودمان را تعظیم شعائر حسینی می‌دانیم. حال و هوای شهرها در این کشور حسینی باید معلوم شود که محرم است و کسی که نمی‌خواهد اینگونه باشد، ابلیس است.

### تبیین اسلام و ایستادگی مردم
وی در نشست مدیران کل سازمان تبلیغات اسلامی در استان قم در باب تبلیغ اسلام و ایستادگی مردم گفت، ما کاری به جز تبیین اسلام ناب نداریم، در همین شان و جایگاه طلبگی وظیفه‌مان هدایت انسان و پیشبرد اهداف انقلاب است. در شرایطی از انقلاب قرار گرفته‌ایم که مردم باید تصمیم بگیرند که بایستند و با تبیین درست اسلام ناب مردم باید به این نتیجه برسند، تصمیم بگیرند که بایستند.